# A Year Without Rain
A Year Without Rain là album phòng thu thứ hai của ban nhạc Mỹ Selena Gomez & the Scene. Album được phát hành ngày 21 tháng 9 năm 2010 bởi hãng đĩa Hollywood Records.

## Danh sách bài hát
| STT | Nhan đề                          | Sáng tác                                                           | Producer                | Thời lượng |
| --- | -------------------------------- | ------------------------------------------------------------------ | ----------------------- | ---------- |
| 1.  | "Round & Round"                  | Kevin Rudolf Andrew Bolooki Fefe Dobson Jeff Halavacs Jacob Kasher | Rudolf Bolooki Halatrax | 3:06       |
| 2.  | "A Year Without Rain"            | Lindy Robbins Toby Gad                                             | Gad                     | 3:54       |
| 3.  | "Rock God"                       | Katy Perry Printz Board Victoria Jane Horn Ahmed Bittar            | Rock Mafia              | 3:08       |
| 4.  | "Off the Chain"                  | Tim James Antonina Armato Devrim Karaoglu                          | Rock Mafia              | 4:03       |
| 5.  | "Summer's Not Hot"               | Armato James Nadir Khayat                                          | RedOne Rock Mafia       | 3:05       |
| 6.  | "Intuition" (với Eric Bellinger) | Gad Eric Bellinger Robbins                                         | Gad                     | 2:59       |
| 7.  | "Spotlight"                      | Peer Åström Shelly Peiken Adam Anders Nikki Hassman                | Åström Anders           | 3:31       |
| 8.  | "Ghost of You"                   | Peiken Jonas Jeberg Rasmus Seebach Bittar                          | Jeberg                  | 3:23       |
| 9.  | "Sick of You"                    | Matt Squire Lucas Banker                                           | Squire                  | 3:23       |
| 10. | "Live Like There's No Tomorrow"  | Matt Bronleewe Nicky Chinn Andrew Fromm Meghan Kabir               | Superspy                | 4:07       |

| International bonus track | International bonus track                                                                            | International bonus track    | International bonus track | International bonus track |
| STT                       | Nhan đề                                                                                              | Sáng tác                     | {{{extra_column}}}        | Thời lượng                |
| ------------------------- | --- | ---------------------------- | ------------------------- | ------------------------- |
| 3.                        | "Naturally" (all track numbers after track 3 are increased by one, e.g. "Rock God" is track 4, etc.) | Armato James Devrím Karaoglu | Rock Mafia                | 3:22                      |

| Phiên bản bổ sung tại Anh/Asda | Phiên bản bổ sung tại Anh/Asda                             | Phiên bản bổ sung tại Anh/Asda |
| STT                            | Nhan đề                                                    | Thời lượng                     |
| ------------------------------ | ---------------------------------------------------------- | ------------------------------ |
| 12.                            | "Round & Round" (Razor & Guido Club Vocal Mix Radio Remix) | 3:48                           |
| 13.                            | "Making of the album Kiss & Tell"                          | 15:00                          |
| 14.                            | "Video message from Selena Gomez"                          | 0:15                           |

| Phiên bản cao cấp bổ sung trên iTunes | Phiên bản cao cấp bổ sung trên iTunes | Phiên bản cao cấp bổ sung trên iTunes |
| STT                                   | Nhan đề                               | Thời lượng                            |
| ------------------------------------- | ------------------------------------- | ------------------------------------- |
| 14.                                   | "Round & Round" (music video)         | 3:26                                  |
| 15.                                   | "A Year Without Rain" (music video)   | 3:29                                  |

| Phiên bản cao cấp bổ sung | Phiên bản cao cấp bổ sung                                                 | Phiên bản cao cấp bổ sung                | Phiên bản cao cấp bổ sung |
| STT                       | Nhan đề                                                                   | Sáng tác                                 | Thời lượng                |
| ------------------------- | ------------------------------------------------------------------------- | ---------------------------------------- | ------------------------- |
| 11.                       | "Round & Round" (Dave Audé Radio Remix)                                   | Rudolf Bolooki Dobson Halavacs Kasher    | 3:33                      |
| 12.                       | "A Year Without Rain" (EK's Future Classic Remix – Radio Edit)            | Gad Robbins                              | 4:05                      |
| 13.                       | "Un Año Sin Lluvia" ("A Year Without Rain" – phiên bản tiếng Tây Ban Nha) | Edgar Cortazar Mark Portmann Gad Robbins | 3:30                      |

| Phiên bản DVD cao cấp | Phiên bản DVD cao cấp                                 | Phiên bản DVD cao cấp |
| STT                   | Nhan đề                                               | Thời lượng            |
| --------------------- | ----------------------------------------------------- | --------------------- |
| 1.                    | "Girl Meets World" (Extended edition)                 | 36:50                 |
| 2.                    | "Girl on Film" (Behind the scenes at the photo shoot) | 4:23                  |
| 3.                    | "A Year Without Rain Video Shoot" (Behind the scenes) | 5:20                  |
| 4.                    | "Round & Round" (Music video)                         | 3:26                  |
| 5.                    | "Naturally" (Music video)                             | 3:13                  |

## Xếp hạng
| Bảng xếp hạng (2010)            | Vị trí cao nhất |
| ------------------------------- | --------------- |
| Australian Albums Chart         | 46              |
| Austrian Albums Chart           | 19              |
| Belgian Albums Chart (Flanders) | 11              |
| Belgian Albums Chart (Wallonia) | 21              |
| Canadian Albums Chart           | 6               |
| Czech Republic Albums Chart     | 9               |
| Dutch Albums Chart              | 51              |
| French Albums Chart             | 26              |
| German Albums Chart             | 22              |
| Greek Albums Chart              | 10              |
| Hungarian Albums Chart          | 23              |
| Irish Albums Chart              | 40              |
| Italian Albums Chart            | 28              |
| Japanese Albums Chart           | 52              |
| Mexican Albums Chart            | 16              |
| New Zealand Albums Chart        | 24              |
| Polish Albums Chart             | 11              |
| Portuguese Albums Chart         | 9               |
| Spanish Albums Chart            | 6               |
| Swiss Albums Chart              | 37              |
| Taiwanese Albums Chart          | 2               |
| UK Albums Chart                 | 14              |
| US Billboard 200                | 4               |

### Xếp hạng cuối năm
| Bảng xếp hạng (2010) | Vị trí |
| -------------------- | ------ |
| US Billboard 200     | 144    |
| Bảng xếp hạng (2011) | Vị trí |
| US Billboard 200     | 67     |

### Certifications
| Country        | Certification (sales thresholds) |
| -------------- | -------------------------------- |
| Brazil         | Gold                             |
| Canada         | Gold                             |
| Poland         | Platinum                         |
| United Kingdom | Silver                           |
| United States  | Gold                             |